# Retour sur l'île mystérieuse
Retour sur l’île mystérieuse est un jeu vidéo d'aventure pour PC sorti en 2005. Il est développé par Kheops Studio et édité par The Adventure Company.
Le jeu s'inscrit dans l'univers du roman L'Île mystérieuse de Jules Verne. Le joueur incarne le personnage de Mina, une navigatrice en solitaire qui se retrouve échouée sur une île déserte dans l'océan Pacifique.
En novembre 2008, un deuxième opus développé par Kheops Studio et édité par Microïds voit le jour sur PC et en 2009 sur iOS : Retour sur l'île mystérieuse 2.

## Synopsis
Mina est une jeune navigatrice qui participe au trophée Jules-Verne. Une tempête inattendue la fait chavirer alors qu'elle était en très bonne position dans la course. Elle se réveille sur une île déserte où commence l'aventure.
Elle n'est munie que d'un téléphone portable sans batterie, c'est pourquoi elle doit trouver un moyen pour le réparer. Pour cela, Mina va explorer l'île, qui se révèle être bien mystérieuse.

## Système de jeu
Le jeu est un point and click centré sur la gestion de l'inventaire et la combinaison entre eux des éléments ramassés. Le joueur se déplace d'écran en écran et peut explorer chacun d'entre eux à 360° en bougeant la souris. Sur chaque tableau, le joueur peut ramasser des objets qu'il doit ensuite combiner dans son inventaire pour créer de nouveaux objets nécessaires à la progression de l'histoire. Mina peut également utiliser Jep, un singe rencontré au cours de l'aventure qui offre de nouvelles possibilités de combinaisons pour résoudre les énigmes,.
Contrairement aux précédents jeux de Kheops Studio, Retour sur l'île mystérieuse offre plusieurs possibilités de résoudre les énigmes. Afin de guider le joueur, l'interface indique le nombre d'ingrédients manquants dans une combinaison une fois celle-ci initiée par le joueur.
Dans la dernière partie du jeu, le gameplay  délaisse l'inventaire pour se déplacer vers des énigmes logiques, par exemple des combinaisons de chiffres à deviner ou des puzzles à résoudre,.

## Accueil